# Tygerberg Nature Reserve

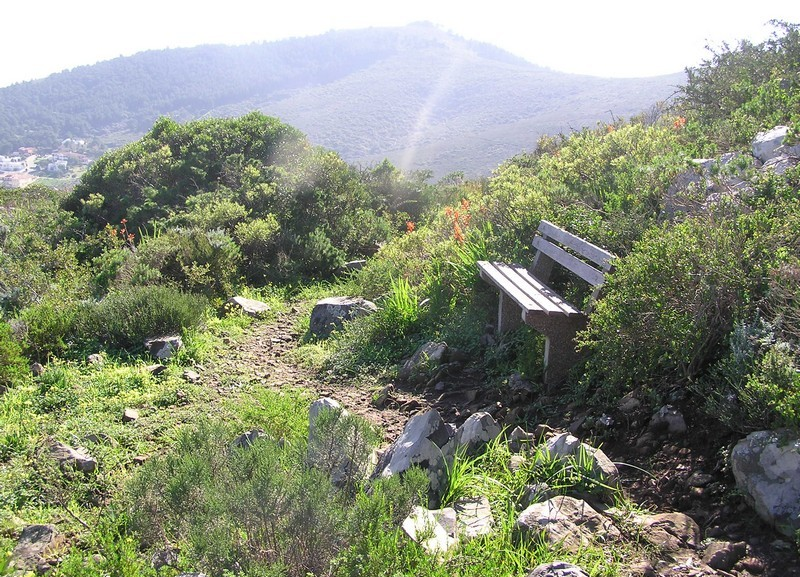
Blick über die Hänge der Tygerberg Hills

Das Tygerberg Nature Reserve ist ein Naturschutzgebiet im nördlichen Teil der Metropolgemeinde Kapstadt in der südafrikanischen Provinz Westkap. Es liegt zwischen den Stadtteilen Bellville und Plattekloof und umfasst den Bergrücken Tygerberg Hills.
Der Name Tygerberg stammt von frühen niederländischen Einwanderern, die das Gebiet „Gevlekte Luipaertsberg“ nannten. Es sollte damit ihr Eindruck von der ungleichmäßigen Vegetation ausgedrückt werden, weil die Ansicht an ein geflecktes Tierfell erinnerte. Im Volksmund hatten sich daher die Kurzformen „Tierberg“ (afrikaans) und „Tygerberg“ (englisch) verfestigt.
Das 2016 nach neuem Umweltrecht proklamierte Naturschutzgebiet hat eine Fläche von 388 Hektar und ist der Lebensraum für 562 Pflanzenarten, von denen 23 vom Aussterben bedroht sind, 8 nur in Kapstadt und drei nur in den Tygerberg Hills vorkommen. Die Tiervielfalt ist mit 24 Säugetierarten, 137 Vogelarten, 22 Reptilien- und 7 Froscharten sowie mehreren Schmetterlingsarten für den relativ kleinen Naturraum beachtlich.
Die höchste Erhebung mit 415 m ist der Tygerberg. Insgesamt handelt es sich um eine teilweise bewaldete, ansonst mit niedrigem Buschland bewachsene Hügelkette, die sich auf einer Länge von 6 Kilometern etwa von Nordwesten in Richtung Südosten erstreckt. Von ihren höchsten Punkten gewährt sie einen kompletten Rundumblick auf Kapstadt und seine nördlichen Nachbarregionen. An den nach Westen, Süden und Osten gerichteten Hängen schließen dicht bebaute Wohngebiete an. Am nördlichen Abschnitt und in dessen Umgebung sind Weinberge vorhanden, darunter das Weingut De Grendel. Die Westhänge repräsentieren die Swartland-Shale-Renosterveld-Vegetation, die infolge der inzwischen vorangeschrittenen Zersiedelung in den hiesigen Vorortbereichen Kapstadts stark verdrängt worden ist. An den Osthängen der Hügelkette erstrecken sich historische Agrarflächen.